# فيوتشر بي إل سي
فيوتشر بي إل سي ()هي شركة إعلامية بريطانية تأسست عام 1985. تنشر أكثر من 50 مجلة في مجالات مثل ألعاب الفيديو والتكنولوجيا والأفلام والموسيقى والتصوير والمنزل والمعرفة.  وهي مدرجة في بورصة لندن وهي أحد مكونات مؤشر FTSE 250 .